# Myobatrachidae
Las ranitas australianas (Myobatrachidae) son un clado de anfibios anuros, cuyas especies habitan zonas tanto pantanosas como semiáridas, siendo no arbóreos. Son endémicas de Australia y Nueva Guinea y la isla de Tasmania. Se originaron a comienzos del período Cretácico, hace aproximadamente 100 millones de años. Son anuros generalmente pequeños con osificaciones reducidas, presentando, en la mayoría de las especies, algún tipo de cuidado parental. A su vez, gran parte de las especies de esta familia son terrestres o se asocian a hábitats húmedos. Myobatrachidae es el grupo hermano del grupo Limnodynastidae y Calyptocephalellidae.

## Géneros
Se reconocen los siguientes según ASW (88 especies):
- Arenophryne Tyler, 1976 (2 sp.)
- Assa Tyler, 1972 (1 sp.)
- Crinia Tschudi, 1838 (17 sp.)
- Geocrinia Blake, 1973 (7 sp.)
- Metacrinia Parker, 1940 (1 sp.)
- Mixophyes Günther, 1864 (8 sp.)
- Myobatrachus Schlegel, 1850 (tipo) (1 sp.)
- Paracrinia Heyer & Liem, 1976 (1 sp.)
- Pseudophryne Fitzinger, 1843 (14 sp.)
- Spicospina Roberts, Horwitz, Wardell-Johnson, Maxson & Mahony, 1997 (1 sp.)
- Taudactylus Straughan & Lee, 1966 (6 sp.)
- Uperoleia Gray, 1841 (27 sp.)

Además, hay dos especies incertae sedis:
- Bufo leucogaster Péron, 1807
- Bufo proteus Péron, 1807

Y un género extinto recientemente:
- †Rheobatrachus Liem, 1973 (2 sp.)

## Galería

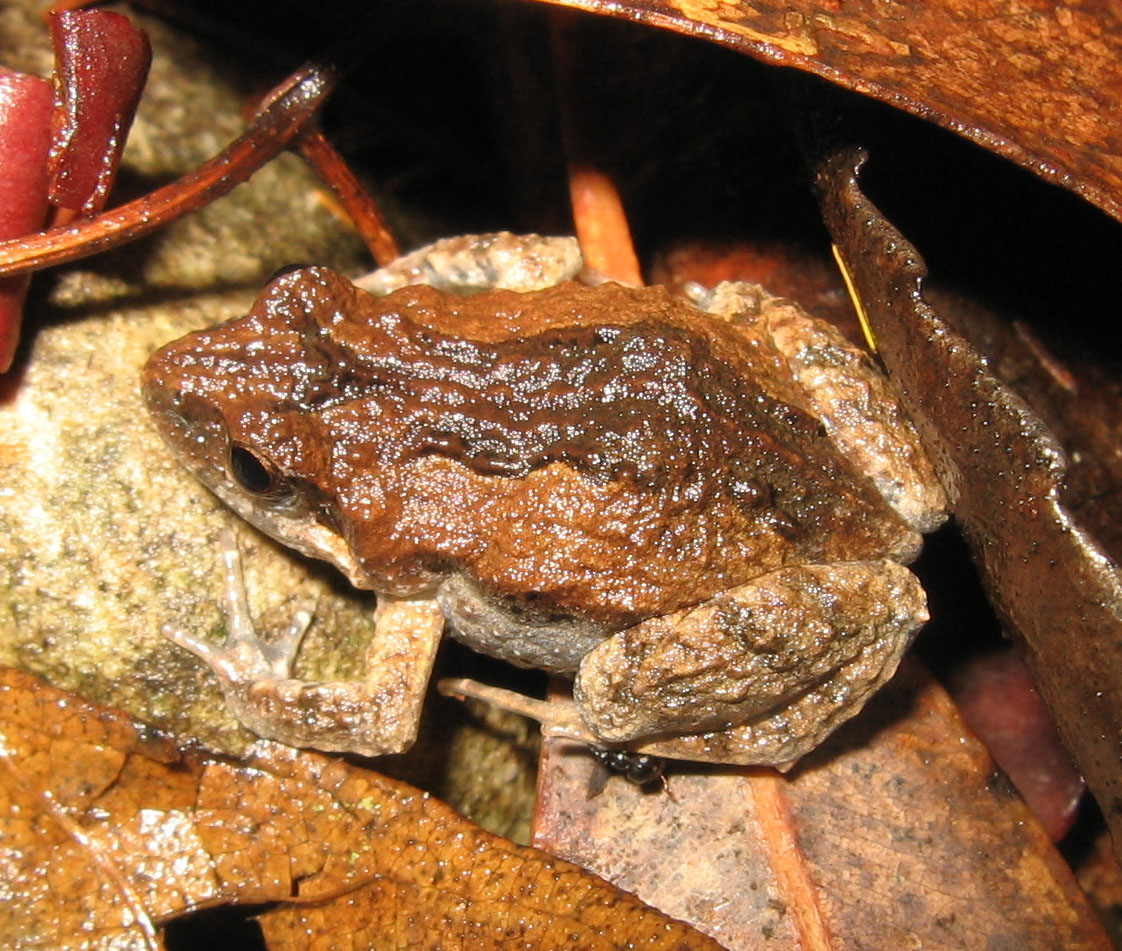
Crinia signifera
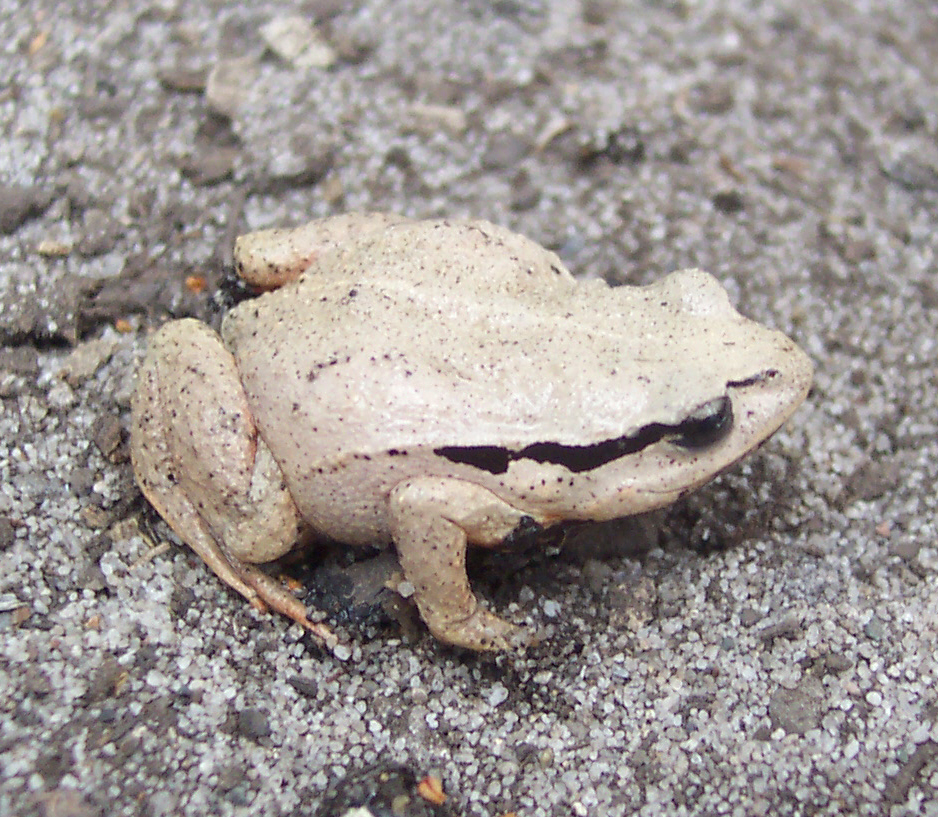
Paracrinia haswelli
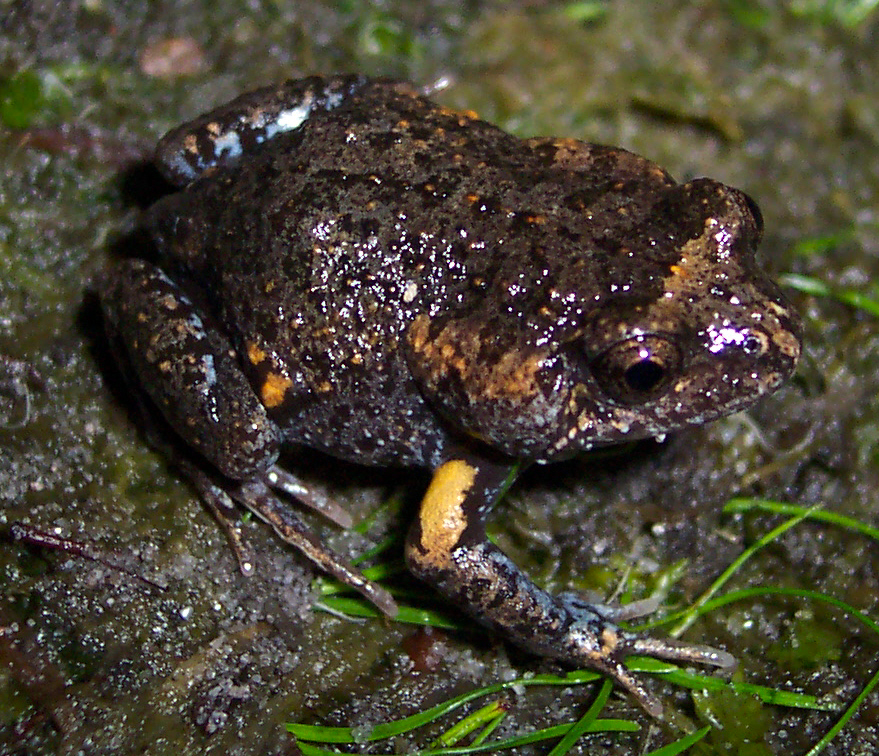
Uperoleia tyleri
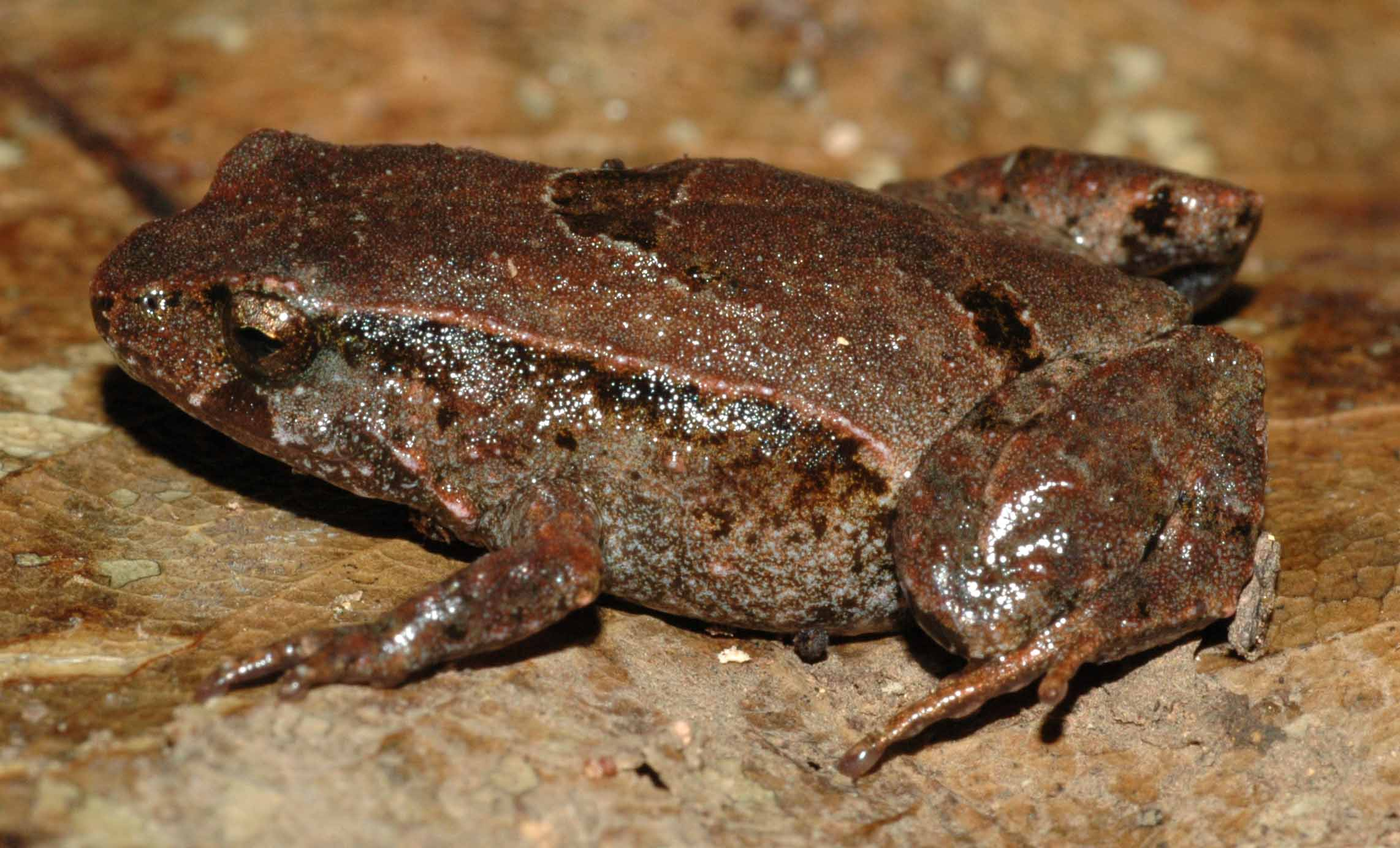
Assa darlingtoni
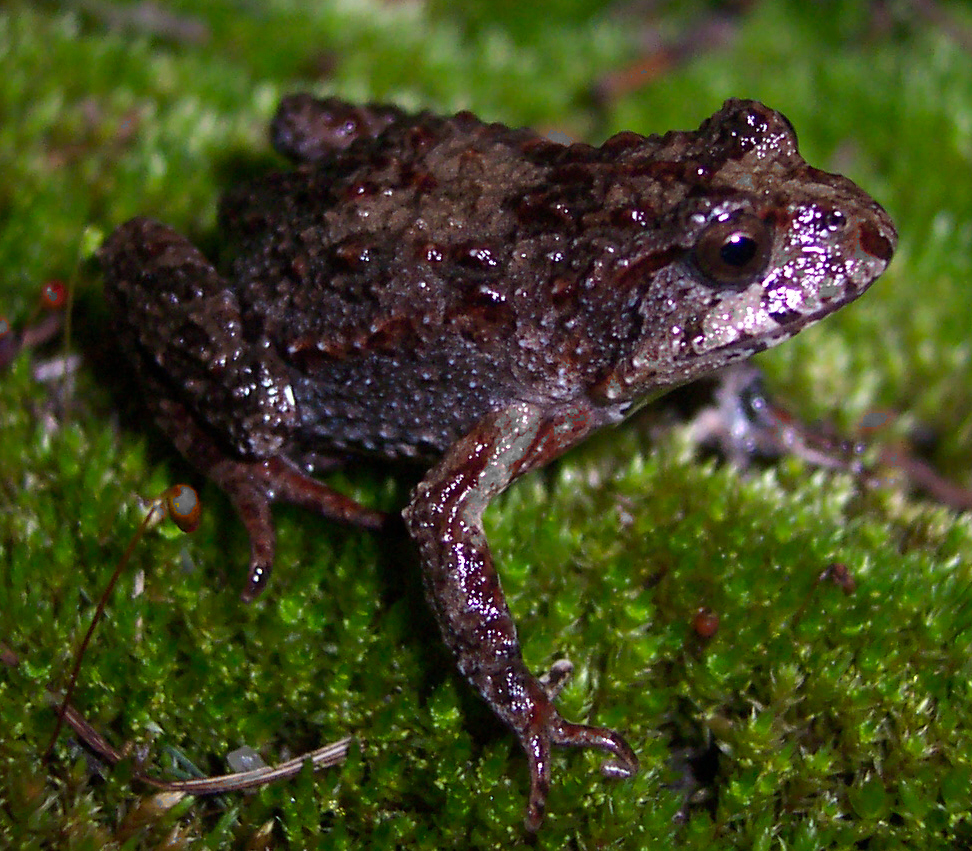
Crinia tasmaniensis
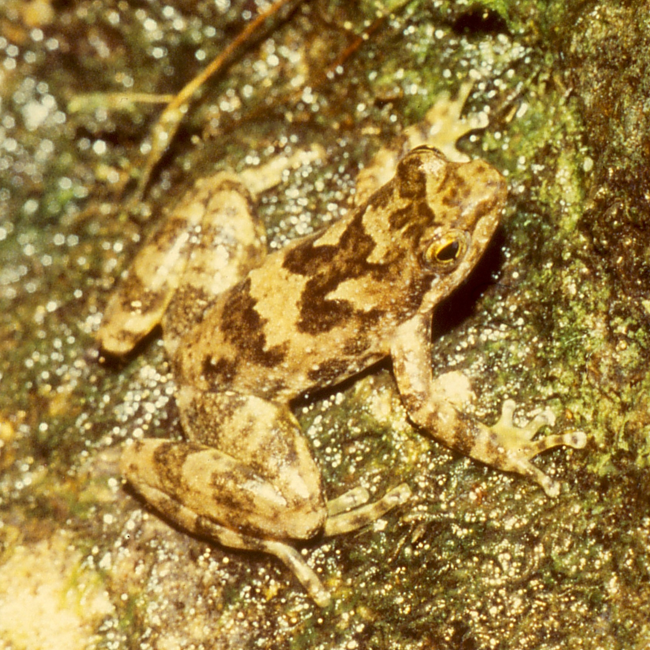
Taudactylus eungellensis
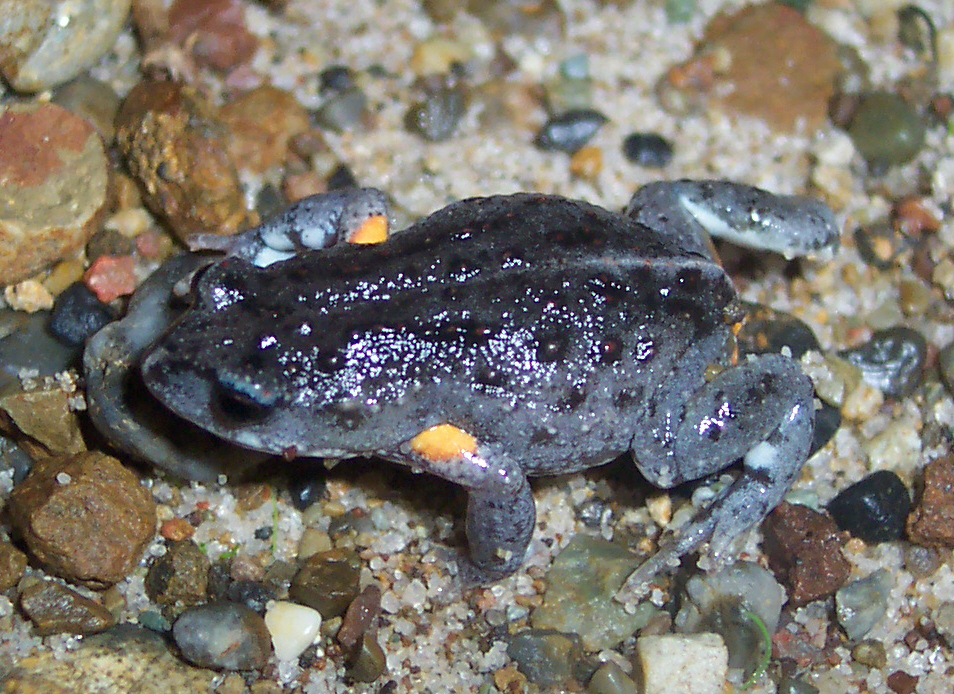
Pseudophryne bibronii
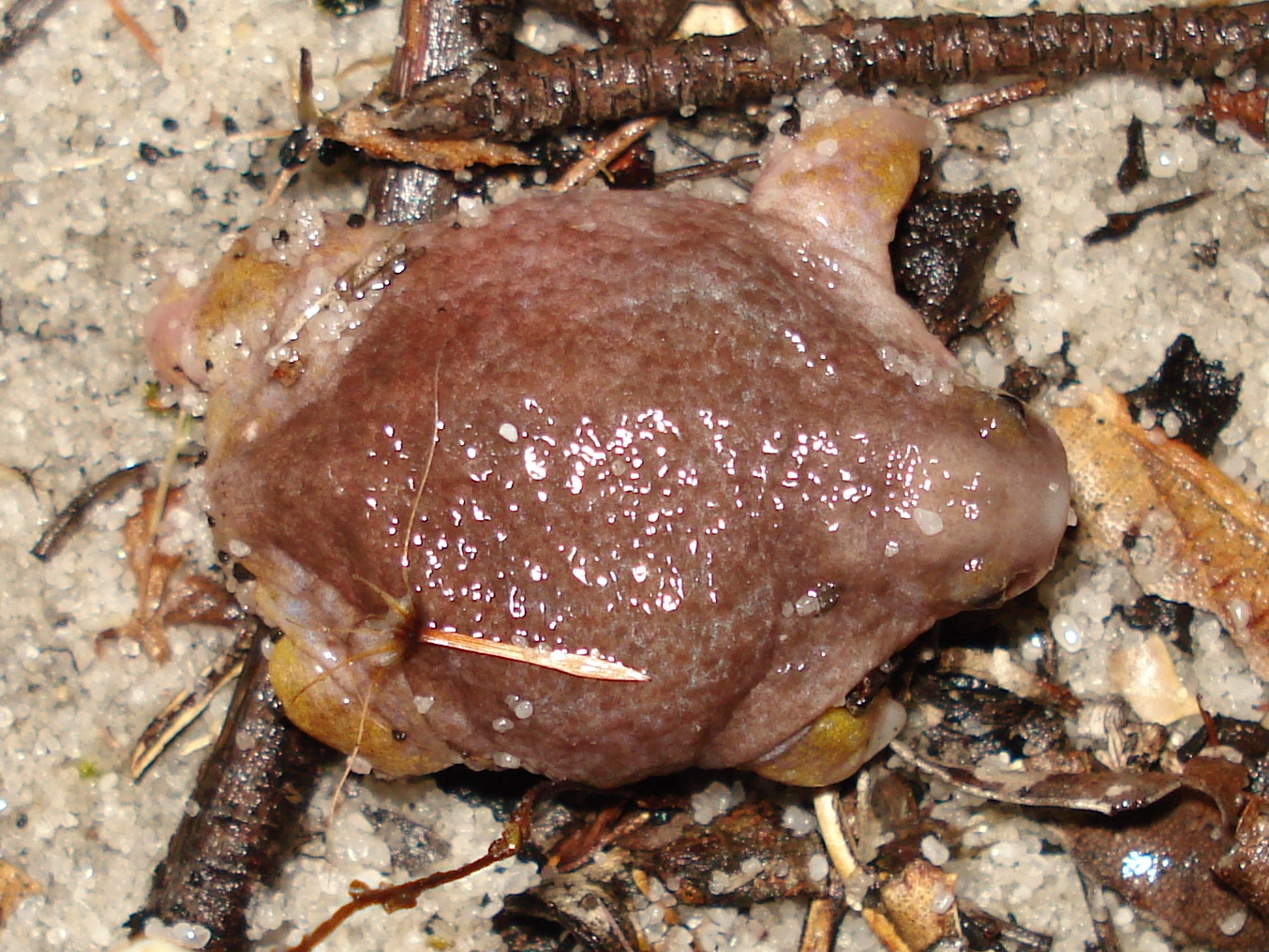
Myobatrachus gouldii